# Gravity Max
Gravity Max is een stalen achtbaan in het Taiwanese attractiepark Discovery World, dat onderdeel is van het Lihpao Resort. Deze achtbaan heeft een speciaal stuk rails dat kantelt om het treintje op de eerste afdaling te krijgen.

## Het kantelsysteem

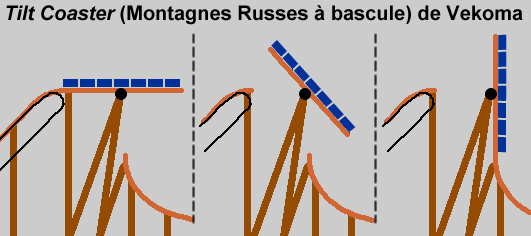
Visuele werking van het tiltsysteem

Bij de Gravity Max wordt de achtbaantrein eerst met een traditionele kettingoptakeling omhooggebracht, waarna de trein het speciale stuk rails oprijdt. Hier wordt het treintje met speciale remmen vastgezet. Ook wordt er een haak vastgemaakt aan de achterzijde van de trein voor het geval dat de 2 pinnen die de trein op zijn plaats houden niet werken. Als het helemaal zeker is dat het treintje goed vastzit, wordt de rails gekanteld. Als het baandeel verticaal vastgeklikt is, wordt eerst de haak losgekoppeld, daarna worden de pinnen ingeklapt en uiteindelijk laten de remmen los.
De achtbaan is gebouwd door de Nederlandse fabrikant Vekoma, en was tot 2016 de enige tiltcoaster ter wereld.